# بومش-ژیو
شهر بومش-ژیو (به رومانیایی: Bumbeşti-Jiu) در شهرستان گورژ در کشور رومانی واقع شده‌است. جمعیت این شهر ۱۱٬۸۸۲ نفر  است.